# Бесемерування штейну
Бесемерування штейну — спосіб переробки штейну, оснований на використанні тепла екзотермічних реакцій окиснення сульфідів.